# 蒙特罗 (卢瓦雷省)
蒙特罗（法語：Montereau，法語發音：[mɔ̃tʁo]）是法国卢瓦雷省的一个市镇，位于该省东部，属于蒙塔日区。

## 地理
蒙特罗（47°51'23"N, 2°34'21"E）面积50.12 平方千米，位于法国中央-卢瓦尔河谷大区卢瓦雷省，该省份为法国中北部省份，北起埃松省，西北接厄尔-卢瓦省，西南接卢瓦-谢尔省，南至涅夫勒省和谢尔省，东临约讷省，东北接塞纳-马恩省。
与蒙特罗接壤的市镇（或旧市镇、城区）包括：拉库尔马里尼、莱博尔德、当皮埃尔昂比尔利、洛里斯、索兰河畔勒穆利内、加蒂奈地区乌苏瓦、卢瓦尔河畔乌祖埃、瓦雷讷-尚日。
蒙特罗的时区为UTC+01:00、UTC+02:00（夏令时）。

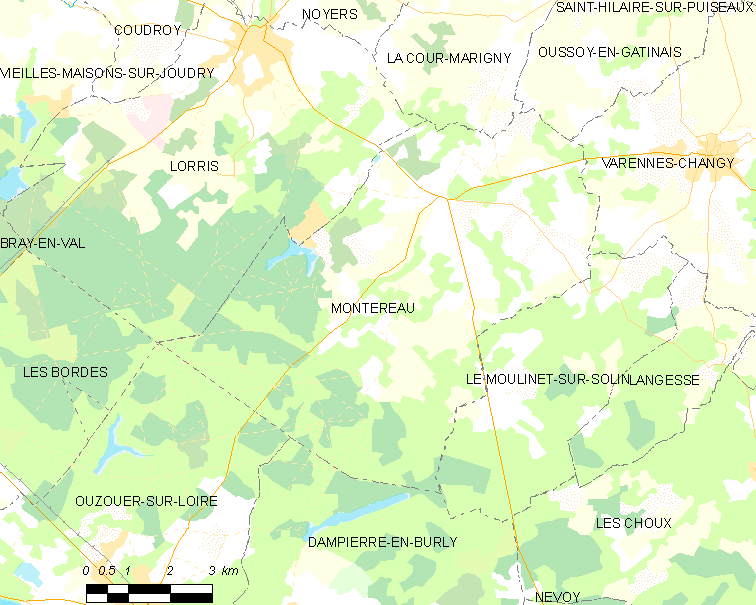
蒙特罗的OSM定位图

## 行政
蒙特罗的邮政编码为45260，INSEE市镇编码为45213。

## 政治
蒙特罗所属的省级选区为洛里斯县。

## 交通
卢瓦雷省省道D41线、D44线、D57线和D119线在蒙特罗交汇。

## 人口

1962-2008年间蒙特罗人口变化图示

蒙特罗于2022年1月1日时的人口数量为644人。